# 圖多特 (蒙大拿州)
圖多特（英語：Twodot）是位於美國蒙大拿州惠特蘭縣的普查規定居民點。

## 歷史
圖多特的郵局自1900年營運至今。

## 人口
根據2020年美國人口普查的數據，圖多特的面積為2.12平方千米，皆為陸地。當地共有人口26人，而人口密度為每平方千米12.26人。